# Нівес Мерой
Нівес Мерой (італ. Nives Meroi, 17 вересня 1961 в Бонате-Сотто) — італійська альпіністка, яка третьою в світі здобула жіночу Корону Гімалаїв. Чоловіком Нівес Мерой є Романо Бенет — також гімалаїст, постійний напарник Мерой у сходженнях на найвищі вершини Землі.

## Сходження на вершини восьмитисячників
- 1998 — Нанга Парбат
- 1999 — Шишабангма
- 1999 — Чо-Ойю
- 2003 — Броуд-пік
- 2003 — Гашербрум II
- 2003 — Гашербрум I
- 2004 — Лхоцзе
- 26 липня 2006 — Чогорі (перше сходження італійки на цю вершину)
- 2006 — Дхаулагірі
- 17 травня 2007 — Еверест (без кисню)
- 4 грудня 2008 — Манаслу
- 2014 — Канченджанґа
- 2016 — Макалу
- 2017 — Аннапурна I

На 2011 р. для здобуття жіночої Корони землі Невіс не вистачало трьох восьмитисячників.
Головними конкурентками Мерой були баскійка Едурне Пасабан (здобула Корону в 2010 р.), австріячка Герлінде Кальтенбруннер (2011) і кореянка О Ин Сон, яка 27 квітня 2010 р. підкорила всі 14 вершин. Її сходження на Канченджангу не було визнане через відсутність переконливих доказів.
У 2009 році чоловік Нівес, Романо Бенет важко захворів і тільки в 2012 році подружжя змогло повернутися в гори і 15 травня 2017 року було підкорено останній з восьмитисячників, Аннапурну. Тим самим Нівес Мерой стала третьою жінкою в світі, яка підкорила всі вершини Землі висотою понад 8000 метрів.

#### Ресурси Інтернету
- Офіційна сторінка Nives Meroi